# ۷۳۳ (خورشیدی)
۷۳۳ هفتصد و سی و سومین سال هجری خورشیدی است.